# Nadine Gordimer
Nadine Gordimer (ur. 20 listopada 1923 w Springs, zm. 13 lipca 2014 w Johannesburgu) – południowoafrykańska pisarka tworząca w języku angielskim, laureatka Nagrody Nobla w dziedzinie literatury w 1991, jako ta, która „przez swą wspaniałą epikę stała się wielkim dobrodziejstwem dla ludzkości”. Uznawana jest za twórczynię nowoczesnej powieści tendencyjnej. Działała na rzecz zniesienia apartheidu.

## Życiorys
Nadine Gordimer urodziła się 20 listopada 1923 w Springs, osadzie górniczej nieopodal Johannesburga. Była córką żydowskich imigrantów z klasy średniej. Jej ojciec – Isidore Gordimer – był zegarmistrzem z Litwy; matka – Hannah „Nan” z domu Myers – pochodziła z Londynu. Mimo żydowskiego pochodzenia obojga rodziców Gordimer została wychowana w duchu świeckości, a w życiu dorosłym deklarowała się jako ateistka.
Gordimer zaczęła pisać mając 9 lat. W wieku 10 lat mylnie zdiagnozowano u niej chorobę serca, co ograniczyło jej wszelką aktywność fizyczną przez następne pięć lat. Mając 15 lat debiutowała opowiadaniem na łamach The New Yorkera. Po zweryfikowaniu błędnej diagnozy podjęła studia na University of the Witwatersrand, które porzuciła po roku.
W swojej twórczości poruszała sprawy konfliktów społecznych i psychologicznych następstw systemu apartheidu w RPA, a także inne tematy społeczno-polityczne swojego kraju i innych krajów afrykańskich. Była zaangażowana w zwalczanie apartheidu, została członkinią Afrykańskiego Kongresu Narodowego.
Działała w Pan African Writers’ Association. Zasiadała w jury konkursu głównego na 48. MFF w Cannes (1995).

## Życie prywatne
Była dwukrotnie zamężna. Jej pierwszym mężem był stomatolog Gerald Gavron, poślubiony w 1949. Miała z nim córkę Orianę (ur. 1950). Ich małżeństwo trwało trzy lata i zakończyło się rozwodem. W 1954 wyszła za mąż za Reinholda Cassirera, południowoafrykańskiego marszanda, zmarłego w 2001. Owocem jej drugiego związku był syn Hugo (ur. 1955).

## Twórczość
- Face to Face (1949)
- The Lying Days (1953)
- A World of Strangers (1958) – wyd. pol. Świat obcych ludzi, PIW 1964, tłum. Maria Boduszyńska-Borowikowa
- Occasion for Loving (1963)
- The Late Bourgeois World (1966)
- A Guest of Honour (1970) – wyd. pol. Gość honorowy, Książka i Wiedza 1979, Zofia Kierszys
- The Conservationist (1974) – wyd. pol. Zachować swój świat, Książka i Wiedza 1982, tłum. Jadwiga Milnikiel lub Trudny wybór, Sonia Draga 2010, tłum. Paweł Cichawa
- Selected Stories (1975) – wyd. pol. Zapach kwiatów i śmierci, Książka i Wiedza 1984, tłum. Agnieszka Glinczanka, Blanka Kluczborska, Piotr Niklewicz
- Burger's Daughter (1979) – wyd. pol. Córka Burgera, Sonia Draga 2008, tłum. Paweł Cichawa
- July's People (1981) – wyd. pol. Ludzie Julya, Wydawnictwo M 2013, tłum. Dariusz Żukowski
- A Sport of Nature (1987)
- My Son's Story (1990)
- None to Accompany Me (1994) – wyd. pol. Nikt ze mną nie pójdzie, Wydawnictwo Literackie 1996, tłum. Jan Rybicki
- The House Gun (1998) – wyd. pol. Broń domowa, Prószyński i S-ka 1999, tłum. Dorota Filipczak
- The Pickup (2001)
- Get a Life (2005) – wyd. pol. Zrozumieć życie, Sonia Draga 2006, tłum. Marek Fedyszak
- No Time Like the Present (2012)